# Otto Eckmann
Otto Eckmann (19. listopadu 1865 Hamburk - 11. června 1902 Badenweiler) byl německý malíř, grafik a typograf secesního stylu. Používal monogram „OE“.

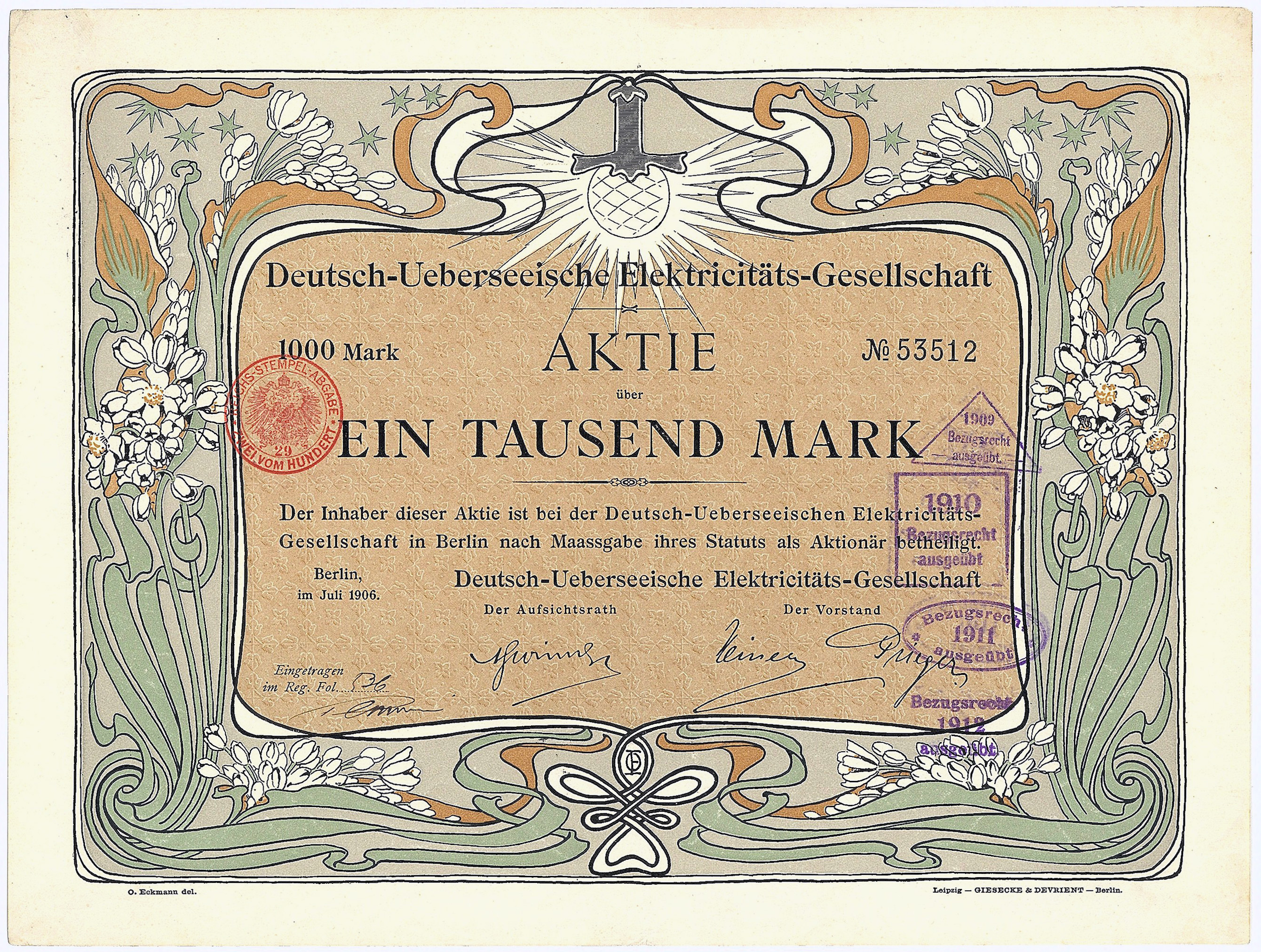
Grafický návrh akcie

## Život

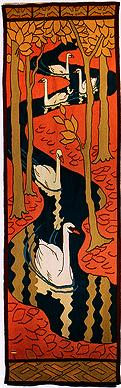
Pět labutí, 1897

Eckmann se vyučil kupcem, pak studoval na obchodní škole v Hamburku a uměleckoprůmyslové škole v Norimberku (nyní Akademie výtvarných umění v Norimberku). Poté se v roce 1883 zapsal na Akademii výtvarných umění v Mnichově.
Jako malíř pracoval poměrně úspěšně až do roku 1894, zejména se věnoval krajinomalbě. Později se Eckmann věnoval grafickému designu a návrhům uměleckořemeslných prací, zejména koberců.
Eckmann se inspiroval dílem Waltera Cranea a stal se jedním z hlavních představitelů florálního směru secese. Tvořil titulky a ornamenty pro časopisy Pan a Jugend a také logo vydavatelství S. Fischer Verlag. Jako zaměstnanec Umělecké tkalcovské školy Scherrebek vytvořil tapiserii Pět labutí, „jeden z erbovních obrazů německé secese“.
V roce 1899 byl Eckmann pověřen Karlem Klingsporem, tehdejším ředitelem slévárny písma Rudhard v Offenbachu, aby navrhl novou abecedu pro písmotisk. Vytvořil tak písmo Eckmann, které je po něm pojmenováno a v Německu se stalo nejpoužívanějším secesním písmem. Kolem roku 1902 Eckmann navrhl sběratelské karty pro kolínského výrobce čokolády Ludwig Stollwerck za honorář 1000 marek.
Otto Eckmann byl ženatý s Maschou von Kretschman, sestrou Lily Braunové. Zemřel na tuberkulózu ve věku 36 let během lázeňské léčby v Badenweileru. Je pohřben na hřbitově Ohlsdorf v Hamburku v oblasti T2. Jmenuje se po něm ulice Eckmannsweg v Hamburku-Barmbeku.

## Galerie

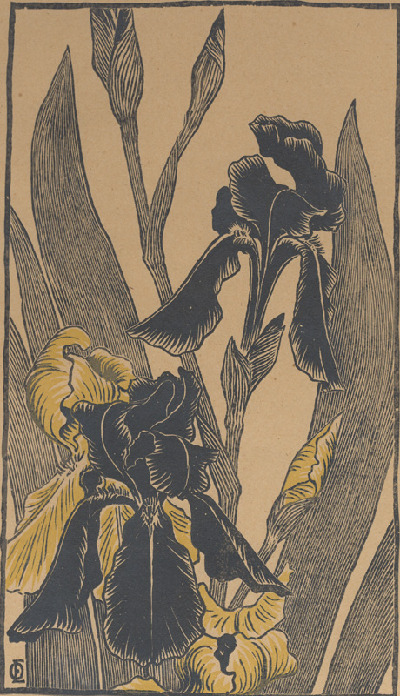
Kosatce, 1895
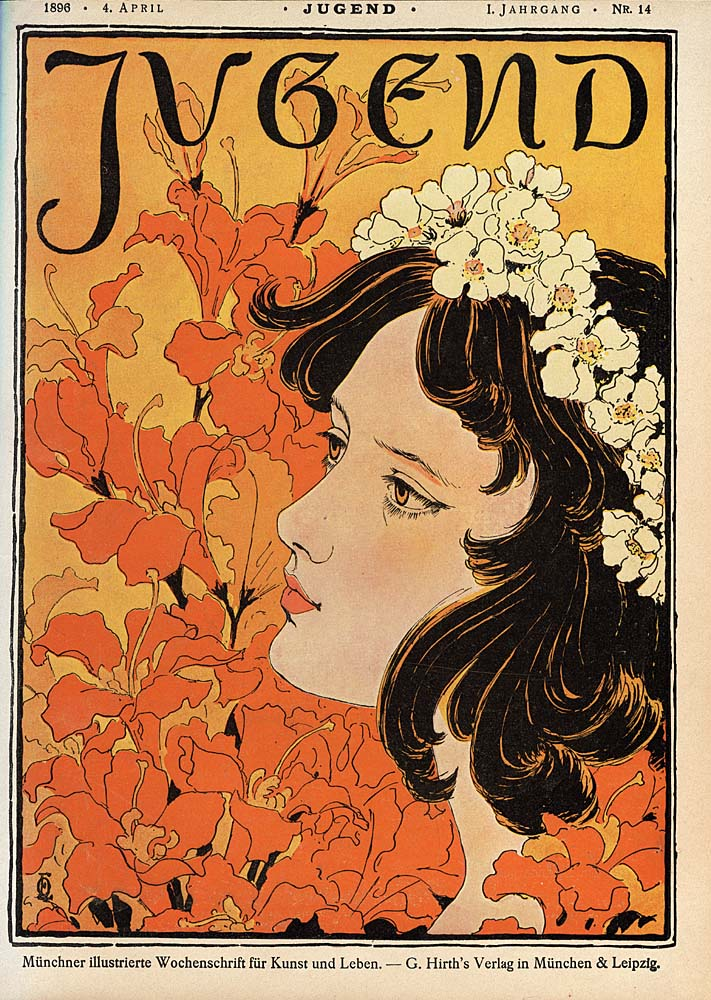
Obálka časopisu Jugend, navržená Otto Eckmannem, 1896
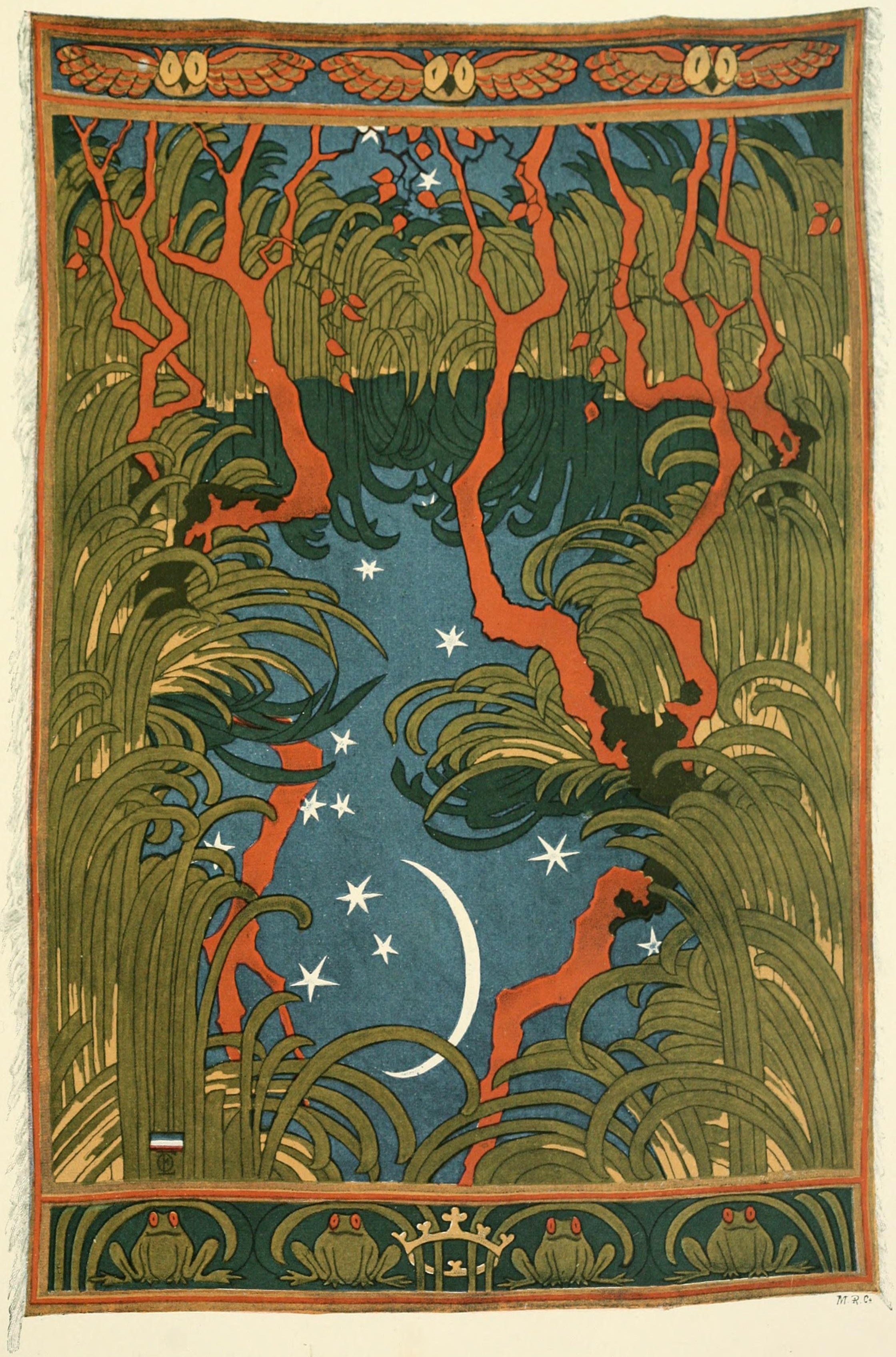
Lesní rybník
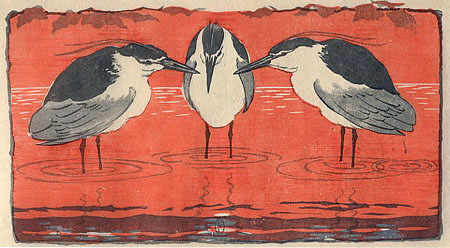
Kvakošové noční, dřevoryt 1896
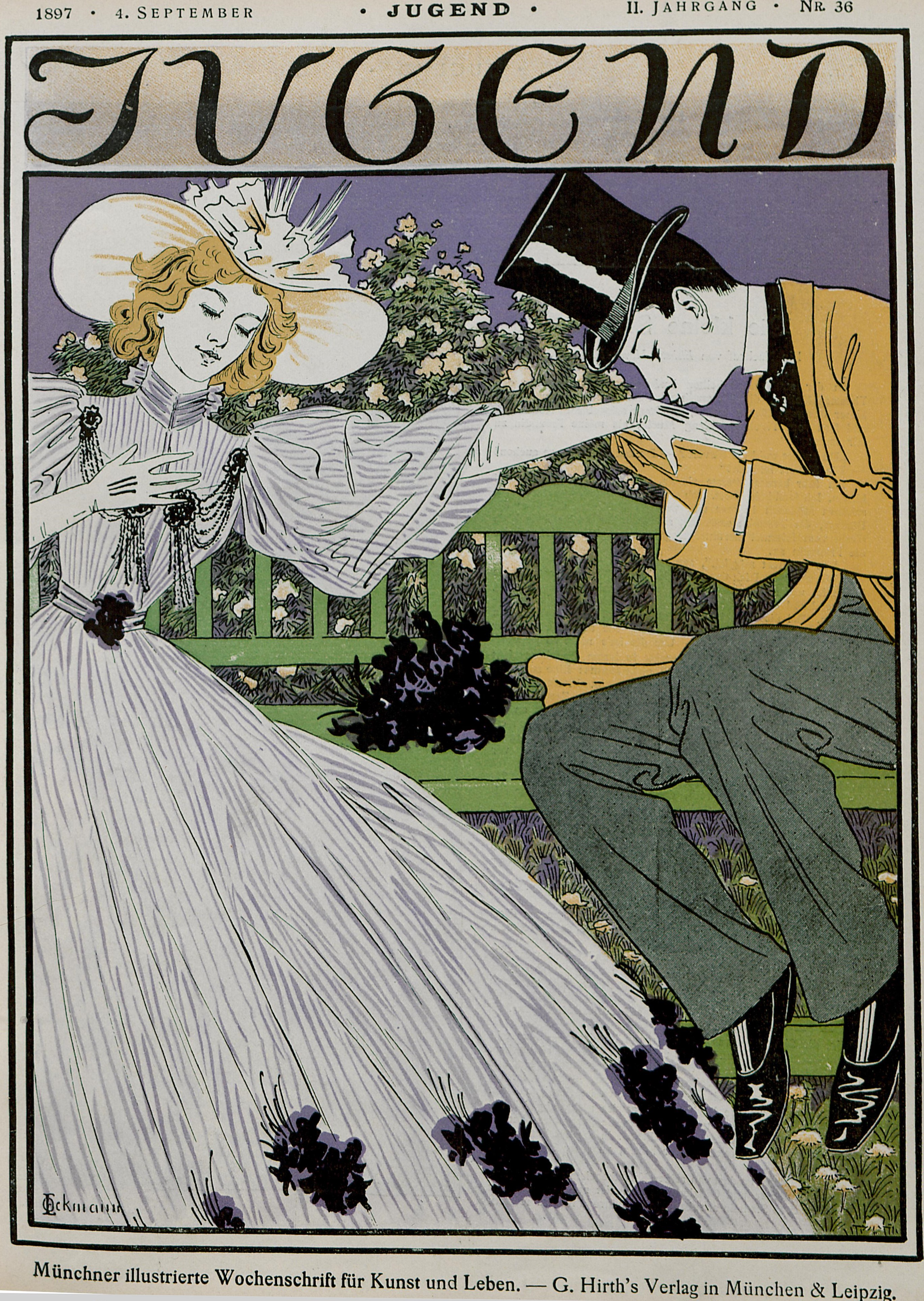
Obálka časopisu Jugend z roku 1897
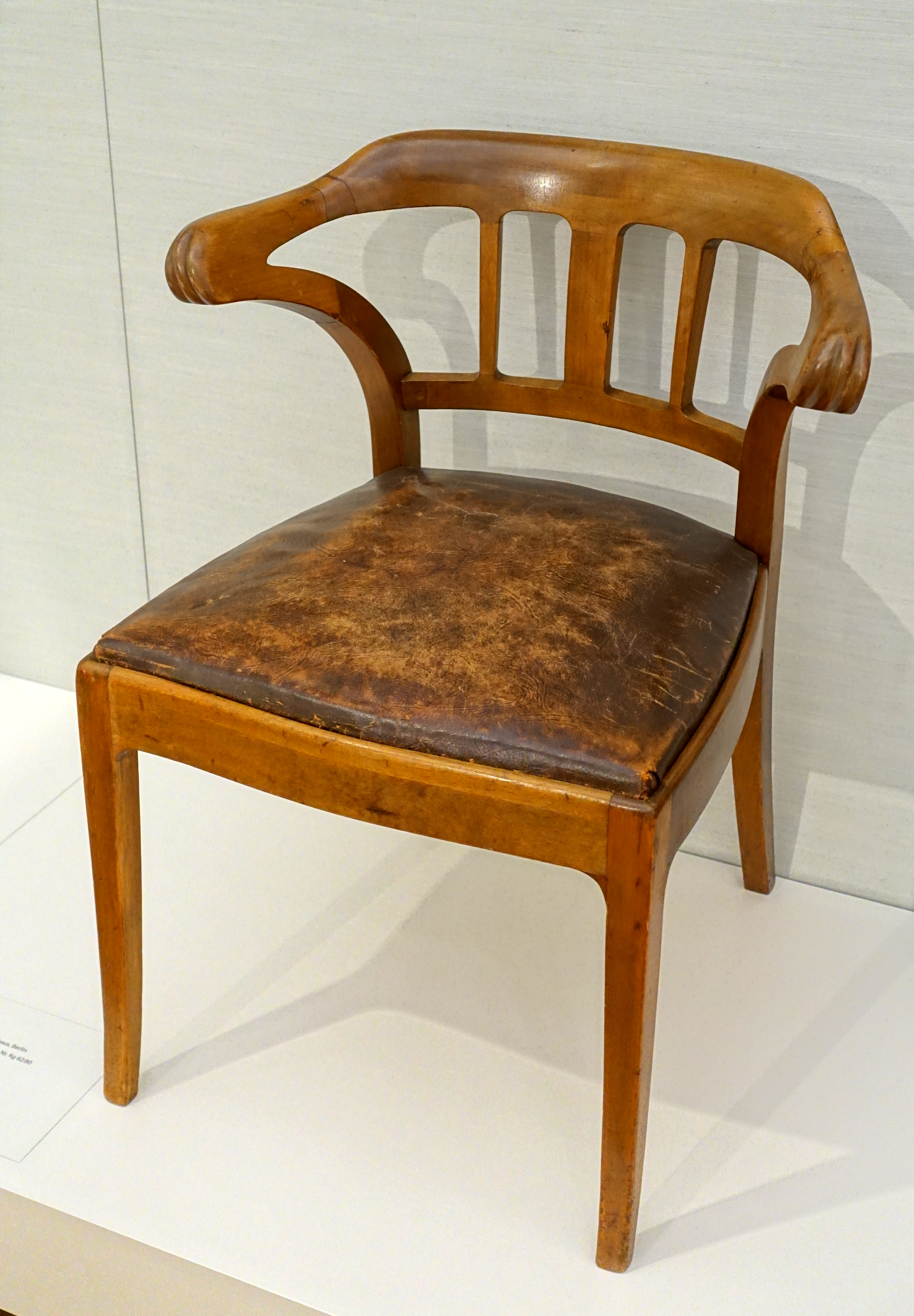
Křeslo, kolem roku 1898
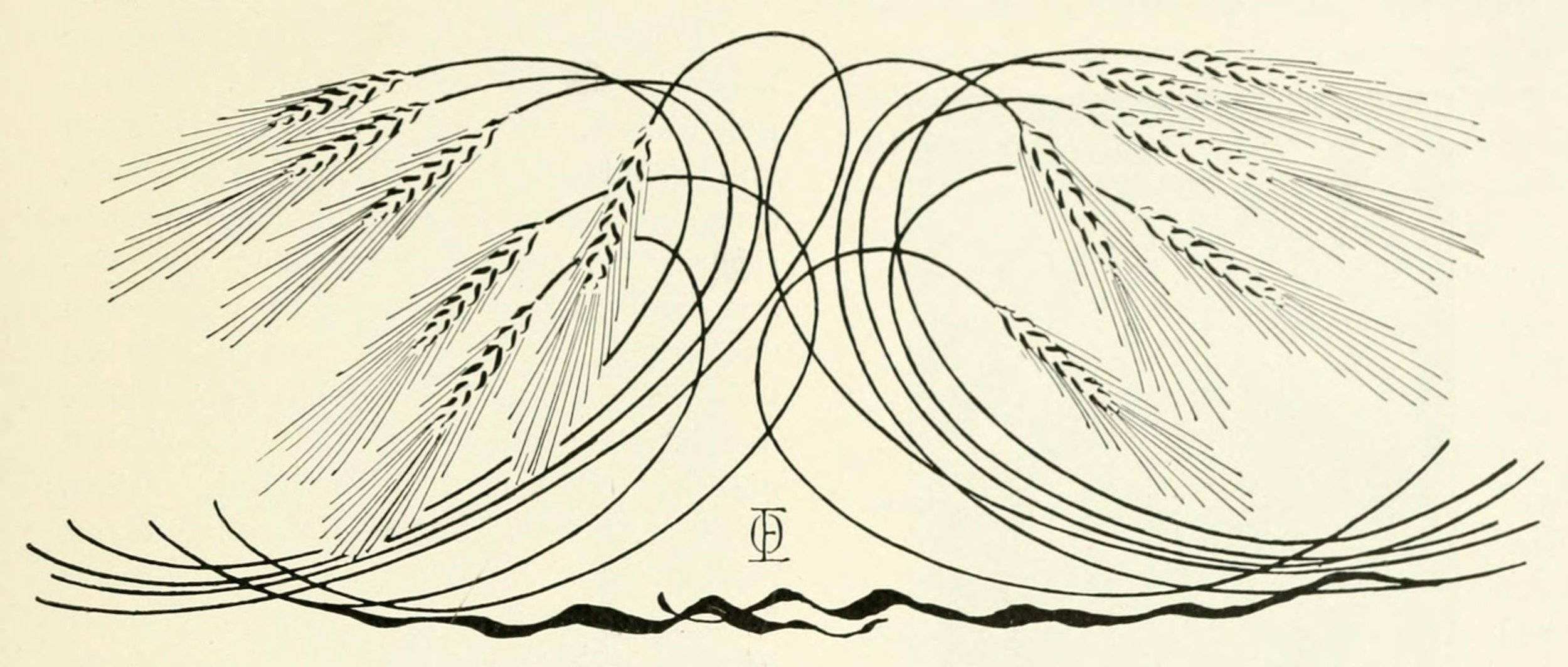
Ornament
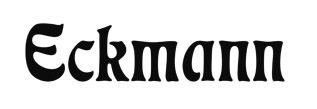
Příklad písma Eckmann
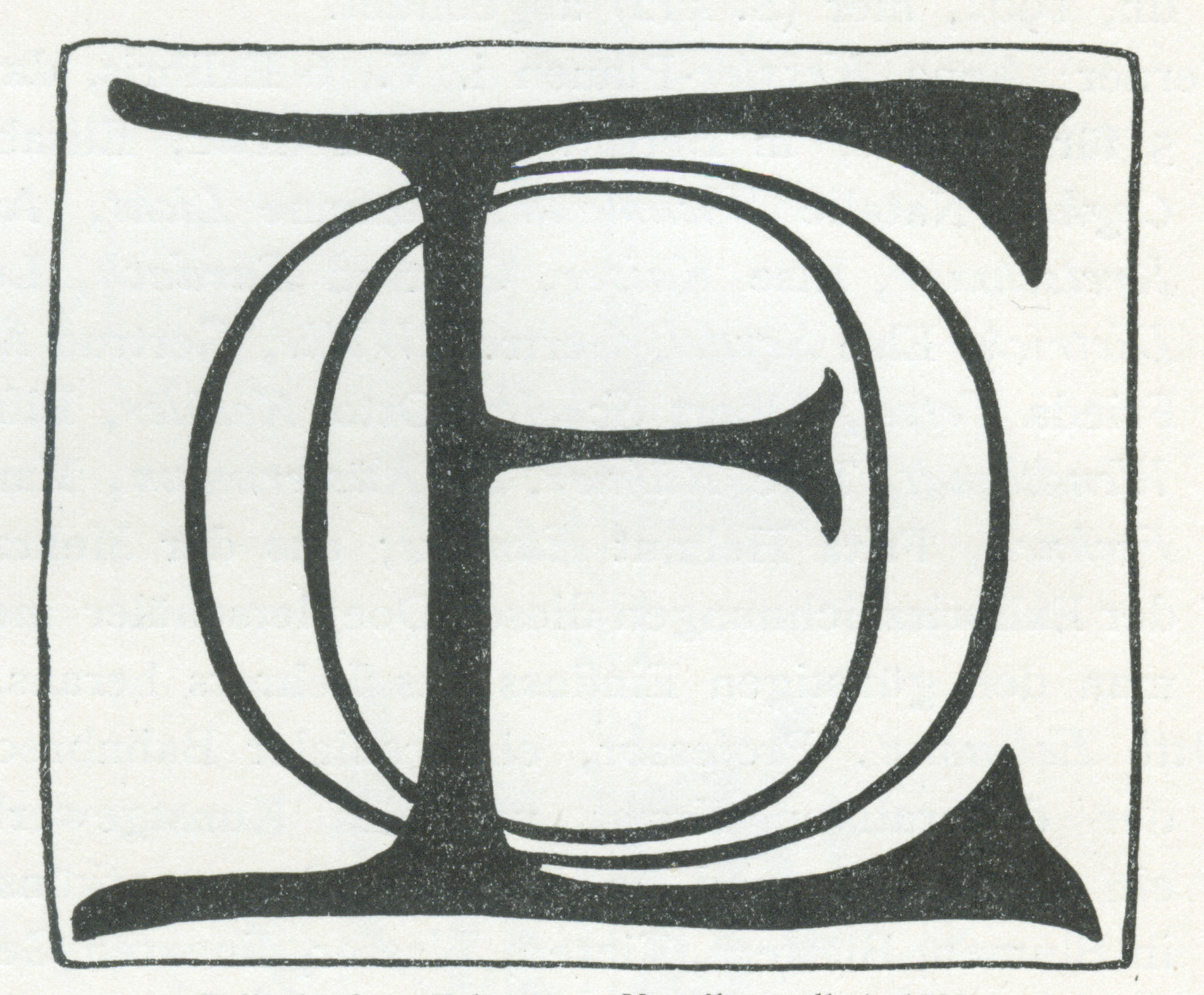
Exlibris Otto Eckmann